# ビッグサタデー
『ビッグサタデー』は、1977年4月2日から1996年3月30日まで日本テレビが編成していた単発特別番組枠である。

## 概要
当初は土曜 13:00 - 14:25 （日本標準時）の85分枠であったが、『お笑いスター誕生!!』の移動後にスタートした『サスペンス傑作劇場』（『火曜サスペンス劇場』の再放送枠）が2時間枠であったことから、1985年10月19日からは14:00 - 15:55の115分枠となった。ただし『アメリカ横断ウルトラクイズ』や『欽ちゃんの仮装大賞』などを放送する際には、12:00からの編成になる場合もあった。
放送番組の多くは、一度『木曜スペシャル』で放送されたものである。特に『アメリカ横断ウルトラクイズ』は1979年開催の第3回以降、本放送のすぐ後に本枠で再放送された。さらに翌1980年からは、本大会開始直前の週に前回のダイジェスト版が放送された。
枠のオープニングはタイトルロゴの入った静止画像で、直後にブルーバックにスポンサー名のテロップが入り、日本テレビの女性アナウンサーによるスポンサー名読み上げが入った。BGMには、当時流行していたソウルミュージック・ファンクなどのディスコミュージックが多用されていた（例：KC&ザ・サンシャイン・バンドの「That's the Way (I Like It)」）。

## 『ウルトラクイズ』関連事項

### ダイジェスト版放送リスト
| 回 | タイトル                                                            | 放送年月日                     | 放送時間                       |
| -- | ------------------------------------------------------------------- | ------------------------------ | ------------------------------ |
| 1  | 史上最大!アメリカ横断ウルトラクイズ                                 | 1978年10月14日                 | 13:00 - 14:25                  |
| 1  | 史上最大!アメリカ横断ウルトラクイズ                                 | 1978年10月21日                 | 13:00 - 14:25                  |
| 2  | （なし）                                                            | （なし）                       | （なし）                       |
| 3  | よみがえるあの熱闘！第3回アメリカ横断ウルトラクイズ総集編           | 1980年10月25日                 | 13:00 - 14:25                  |
| 4  | よみがえる熱戦！史上最大!! 第4回アメリカ横断ウルトラクイズ総集編    | 1981年10月3日                  | 13:00 - 14:25                  |
| 5  | あの熱闘をもう一度！史上最大!!第5回アメリカ横断ウルトラクイズ総集編 | 1982年9月25日                  | 13:00 - 14:55                  |
| 6  | 熱闘熱闘また熱闘!!史上最大!!第6回アメリカ横断ウルトラクイズ総集編   | 1983年10月15日                 | 13:00 - 14:55                  |
| 7  | 第7回アメリカ横断ウルトラクイズ総集編                               | 1984年10月6日                  | 13:00 - 14:55                  |
| 8  | 史上最大!!第8回アメリカ横断ウルトラクイズ総集編                     | 1985年10月12日                 | 14:30 - 16:00                  |
| 8  | 史上最大!!第8回アメリカ横断ウルトラクイズ総集編                     | 1985年10月19日                 | 12:00 - 14:20                  |
| 9  | 史上最大!!第9回アメリカ横断ウルトラクイズ総集編                     | 1986年10月11日                 | 12:00 - 15:25                  |
| 10 | 史上最大!!第10回アメリカ横断ウルトラクイズ総集編                    | 1987年10月17日                 | 12:00 - 15:50                  |
| 11 | 史上最大!!第11回アメリカ横断ウルトラクイズ総集編                    | 1988年10月15日                 | 12:00 - 15:50                  |
| 12 | 史上最大!!第12回アメリカ横断ウルトラクイズ総集編                    | 1989年10月7日                  | 12:00 - 15:55                  |
| 13 | 史上最大!!第13回アメリカ横断ウルトラクイズ総集編                    | 1990年10月13日                 | 12:00 - 14:55                  |
| 14 | 史上最大!!第14回アメリカ横断ウルトラクイズ総集編                    | 1991年10月12日                 | 12:00 - 15:50                  |
| 15 | 史上最大!!第15回アメリカ横断ウルトラクイズ総集編                    | 1992年10月10日                 | 12:00 - 15:20                  |
| 16 | （レギュラー回終了のためなし）                                      | （レギュラー回終了のためなし） | （レギュラー回終了のためなし） |

参考：『下野新聞縮刷版』下野新聞社、1978年10月14日、1978年10月21日、1980年10月25日 - 1992年10月10日付のラジオ・テレビ欄。
第7回放送までは前週の土曜日（即ち5日前）に放送するのが通例であったが（1982年10月2日に『鳥人間コンテスト選手権』再放送が編成されたため、1週早く放送された第5回を除く）、第8回は2週連続での放送となった。その後は本大会3週間前の放送となり、『サスペンス傑作劇場』を休止しての3時間枠で放送することが多くなった。
なお第1回は、1978年開催の第2回の宣伝のために再放送するも、ダイジェスト版ではなく、本放送版をそのまま再放送する珍しいやり方だった。

### ダイジェスト版の放送形態
前述の通り、この枠では『ウルトラクイズ』の開始直前の時期には前回のダイジェスト版が放送されていたが、その放送形態は以下の通りであった。
- ナレーションは本放送と同様に国外レポーター（福留功男→福澤朗）が担当していたが、そのナレーションは大半が新録で、一部本放送から流用したものもあった。
- オープニングは放送第1回のものを使用。出演者クレジットは国外レポーター（福留→福澤）と国内レポーター（敗者の味方。徳光和夫→渡辺正行）だけクレジットされ、総合司会（高島忠夫ほか）やコンピューター予想担当（徳光ほか）はクレジットされなかった。
- クイズは原則としてそのまま放送するが、一部端折られるクイズ（席決めクイズなど）も存在した。
- 罰ゲームはそのまま放送するか、あるいは端折られるかのどちらかとなった（仮に放送されても短縮されるケースが見られた）。
- 優勝賞品紹介はかなり短縮され、そのままエンディングへと移行。そして翌週に始まる本大会の予告をナレーションで行った後、ラストでは「第1次国内予選」会場（後楽園球場→東京ドーム）を映し、「ニューヨークへ行きたいかー！」「オー！」で終わっていた。

### その他
- スタジオパート（第13回・第14回・第16回を除く）でのエンディング口上「早く来い来い木曜日」は、カットされることなくそのまま放送された。その際に画面には、「この番組は○月〇日に放送されたものです」と視聴者への断りテロップが入った。
- 「第5回」本大会の第3週（1981年10月22日放送）と第4週（同年11月5日放送）の間の1981年10月29日は、『第12回日本歌謡大賞』[1]のため『ウルトラクイズ』は休止になったが、2日後の同年10月31日、本枠は『ウルトラクイズ』関連番組などを放送せずに枠自体が直前の『お笑いスタ誕』共々休止、そして次の番組を放送した。

| 放送時間（JST） | 番組                                          | 備考              |
| --------------- | --------------------------------------------- | ----------------- |
| 12:00 - 12:05   | NNNニューススポット                           | 14:25から繰り上げ |
| 12:05 - 12:10   | ガイド                                        |                   |
| 12:10 - 13:25   | ロイヤルズのすべて                            | [ 2 ]             |
| 13:25 - 15:35   | 日米野球中継「ロイヤルズ×巨人」（後楽園球場） | [ 2 ]             |

- 1983年2月5日には枠を13:00 - 16:00に拡大し、1982年12月31日放送の番外編『ウルトラクイズ 史上最大の敗者復活戦』の再放送を行ったが（途中『NNNニューススポット』放送のため、14:25 - 14:30に放送を中断）、元が3時間半近くに及ぶ特番であるため、内容を再編集した上での放送となった。